# Le Garric
Le Garric es una comuna francesa situada en el departamento de Tarn, en la región francesa de Mediodía-Pirineos.

## Etimología
Se ha sugerido que el origen del nombre puede estar en la palabra gala garric (cosgoja, una variedad de roble que nace en zonas pedregosas). Esta palabra toma diversas formas: garrigo en provenzal, garrig en catalán; pero aún se mantiene como garric en gascón. Por extensión se denomina garric, de garrigue, a las zonas rocosas y pedregosas donde existen robledales de este tipo.

## Demografía
| 1190            | 1059 | 1130 | 1207 | 1248 | 1123 |
| (Fuente: INSEE) |      |      |      |      |      |

## Monumentos
- Iglesia de Pouzounac.